# Clemens von Loë (Landrat)
Clemens von Loë (geboren am 23. Mai 1809 auf Schloss Wissen; gestorben am 4. März 1883 auf Haus Hameren) war Rittergutsbesitzer und 1867 vertretungsweise Landrat des Siegkreises.

## Leben und Werdegang

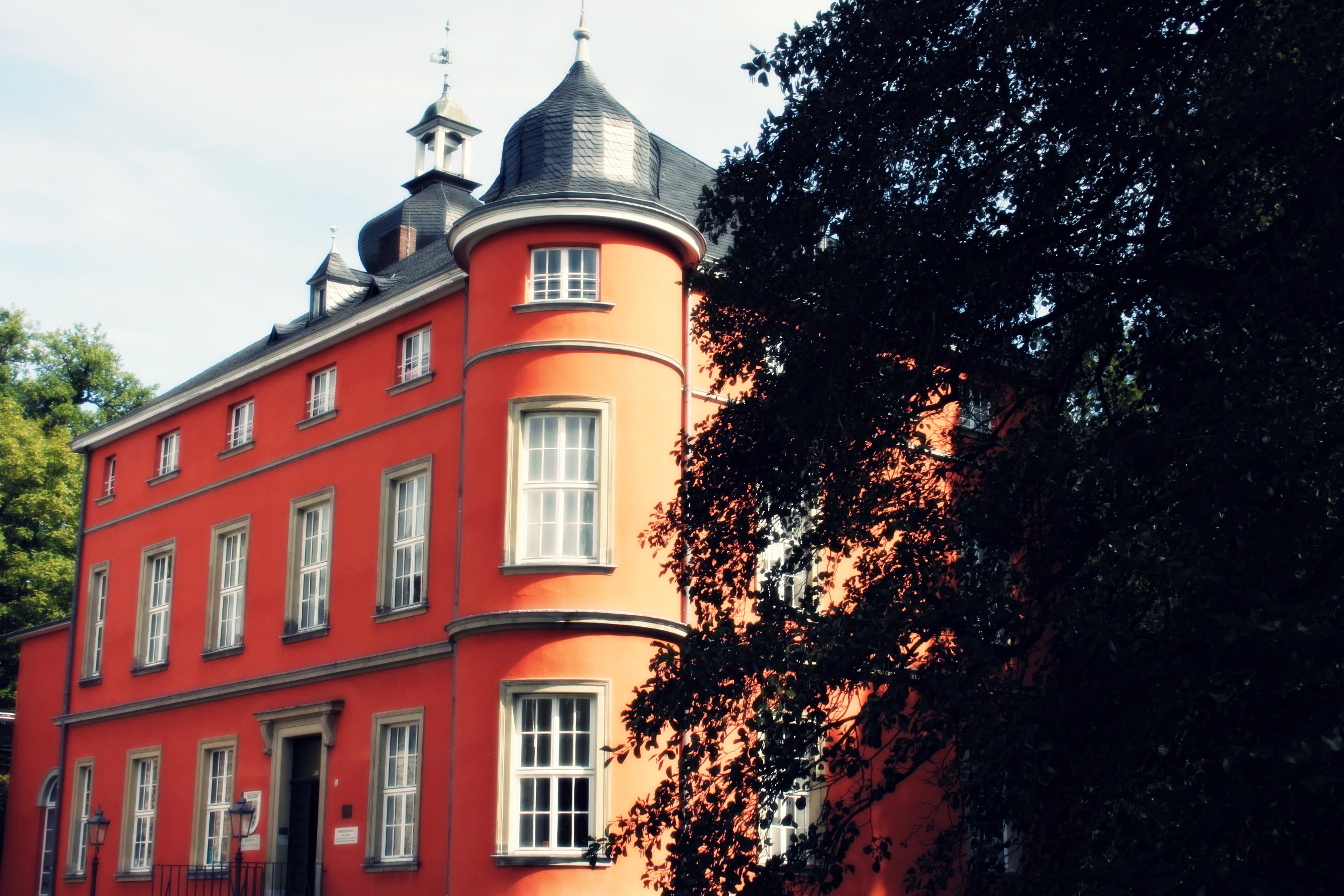
Haus Wissem, Troisdorf

Clemens von Loë entstammte der dem westfälischen Uradel angehörenden Familie von Loë. Auf Schloss Wissen am Niederrhein als Sohn des Edmund Freiherr von Loë-Wissen (1749–1813), der im Jahr 1806 französischer Senator wurde und 1808 comte de l’empire, und der Alexandrine von Merveldt geboren, begründete er die Nebenlinie Loë-Wissem.:699f Während seines Studiums wurde er 1829 Mitglied der Alten Göttinger Burschenschaft. Im Jahr 1833 erwarb er Haus Wissem in Troisdorf:256, nachdem bereits 1827 sein älterer Bruder Max das unweit gelegene Schloss Allner durch Heirat und Kauf an sich gebracht hatte.:78 1840 ließ Clemens auf Haus Wissem ein neues Herrenhaus errichten.:256 Max von Loë war von 1837 bis 1846 auch das erste Mitglied der Familie, dem die Führung des Siegkreises übertragen wurde. Als diese Stelle 1867 vakant war, sein Sohn Eugen aber noch nicht den Nachweis der Eignung erbringen konnte, übertrug die Regierung Köln Clemens von Loë das Amt des Landrats vom 16. Januar bis zum 29. März 1867 vertretungsweise. Er starb 1883 bei seiner Tochter Sophia, die seit 1873 mit August Freiherr von Twickel auf Hameren verheiratet war.
Clemens von Loë verbrachte oft seine Ferien in Graubünden und vermachte dem Kanton sein Vermögen von mehr als einer halben Million Schweizer Franken, die er für den Bau eines Spitals für unbemittelte Kranke bestimmte. Aus der Schenkung und der dafür gegründeten «Loëstiftung» konnte auch die von Johann Placidus Friedrich Kaiser gegründete Anstalt für «Heil- und Pflegeanstalt für Geisteskranke» finanziert und gebaut werden.

## Familie
Clemens von Loë heiratete 1833 Therese, geborene Freiin von Weichs zur Wenne. Neben ihrem Sohn Eugen, der in der Nachfolge seines Onkels und kurzzeitig des Vaters, von 1869 bis 1904 das Amt des Landrats des Siegkreises versah, entsprang der Ehe der Sohn, K. K. Kämmerer Caspar Melchior Balthasar August von Loë (geboren am 11. Februar 1835 auf Burg Wissem; gestorben am 16. September 1914 Haus Cappeln):705, der die Cappelner Linie begründete.:700 Dieser war zweimal verheiratet, zunächst ab 1869 mit der Gräfin Eugenie von Goltstein (1839–1880) und nach deren Tod ab 1883 mit der Gräfin Antoniette von Korff genannt Schmising (geboren am 13. März 1856).